# Forfatterstævne
Forfatterstævne er en dansk dokumentarisk stumfilm fra 1919 med ukendt instruktør.

## Handling
Det nordiske Forfatterstævne i maj 1919. Forfatterne ankommer til en ukendt bygning, hvor de skal holde selskab. I klippet genkendes blandt andre den danske forfatter Sophus Michaëlis (1865-1932) og islændingen Gunnar Gunnarsson (1889-1975). Til stede skulle også være Selma Lagerlöf, Niels Collet Vogt, Ernst Didring, Marika Stiernstedt og C.G. Laurin.